# Swinging on a Star
Swinging on a Star är en amerikansk popstandard, komponerad av Jimmy Van Heusen, med text av Johnny Burke. Melodin lanserades i filmen Vandra min väg 1944 där den framfördes av Bing Crosby. Den tilldelades sedan en Oscar för bästa sång.
Låten spelades 1963 in av den amerikanske sångaren Big Dee Irwin, tillsammans med Little Eva och den blev då åter en hit. Richard Anthony spelade in den på franska 1964 med titeln "À toi de choisir".
Bing Crosbys inspelning valdes in i Grammy Hall of Fame år 2002.

## Listplaceringar, Big Dee Irwin
| Lista (1963-1964) | Position               |
| ----------------- | ---------------------- |
| Danmark           | 9 (DR "Top 20")        |
| Storbritannien    | 7 (UK Singles Chart)   |
| Sverige           | 3 (Kvällstoppen)       |
| Sverige           | 2 (Tio i topp)         |
| USA               | 38 (Billboard Hot 100) |